# Peltophorum venezuelense
Peltophorum venezuelense là một loài thực vật có hoa trong họ Đậu. Loài này được L.Cardenas & al. miêu tả khoa học đầu tiên.